# Krzywińskie (Pozezdrze)
Krzywińskie (deutsch Krzywinsken, von 1927 bis 1945 Sonnheim) ist ein Ort in der polnischen Woiwodschaft Ermland-Masuren, der zur Landgemeinde Pozezdrze (Possessern, 1938 bis 1945 Großgarten) im Powiat Węgorzewski (Kreis Angerburg) gehört.

## Geographische Lage
Krzywińskie liegt im Nordosten der Woiwodschaft Ermland-Masuren, neun Kilometer östlich der Kreisstadt Węgorzewo (Angerburg).

## Geschichte
Das ursprünglich Misedel genannte Dorf wurde im Jahre 1557 gegründet. Vor 1770 hieß es Krczywinsken, nach 1774 Skriwinsken, nach 1785 Krzywiensken und bis 1938 Krzywinsken. In die Landgemeinde waren eingemeindet: Karlsfelde (polnisch Radziszewo), Schwarzstein (Czernica, nicht mehr existent) und Waldfriede (Leśnica, nicht mehr existent) sowie – ab 1928 – Romint-See (Rominty).
Von 1874 bis 1945 war Krzywinsken in den Amtsbezirk Popiollen (polnisch Popioły) eingegliedert, der – ab 1939 in „Amtsbezirk Albrechtswiesen“ umbenannt – zum Kreis Angerburg im Regierungsbezirk Gumbinnen der preußischen Provinz Ostpreußen gehörte. Im Jahre 1910 waren in Krzywinsken insgesamt 250 Einwohner gemeldet. Ihre Zahl stieg bis 1933 in dem ab 23. April 1927 in „Sonnheim“ umbenannten Dorf auf 322 und belief sich 1939 auf 315.
1945 kam der Ort in Kriegsfolge mit dem gesamten südlichen Ostpreußen zu Polen und erhielt die der früheren Ortsbezeichnung angepassten polnische Namensform „Krzywińskie“. Heute ist er eine Ortschaft im Verbund der Landgemeinde Pozezdrze im Powiat Węgorzewski, vor 1998 der Woiwodschaft Suwałki, seither der Woiwodschaft Ermland-Masuren zugeordnet.

## Religionen
Krzywinsken war bis 1945 in die evangelische Kirche Buddern (polnisch Budry) in der Kirchenprovinz Ostpreußen der Kirche der Altpreußischen Union und in die katholische Kirche Zum Guten Hirten Angerburg im Bistum Ermland eingepfarrt.
Heute gehört Krzywińskie zur evangelischen Kirchengemeinde in Węgorzewo (Angerburg), einer Filialgemeinde der Pfarrei in Giżycko (Lötzen) in der Diözese Masuren der Evangelisch-Augsburgischen Kirche in Polen bzw. zur Pfarrei in Kuty im Bistum Ełk (Lyck) der Römisch-katholischen Kirche in Polen. Sie unterhält in Krzywińskie eine Filialkapelle.

## Verkehr
Krzywińskie liegt verkehrsgünstig an einer Nebenstraße, die Budry (Buddern) an der polnischen Woiwodschaftsstraße DW 650 (einstige deutsche Reichsstraße 136) mit Pozezdrze (Possessern, 1938 bis 1945 Großgarten) an der polnischen Landesstraße DK 63 (einstige deutsche Reichsstraße 131) verbindet.